# Osmar da Rocha Grafulha
Osmar da Rocha Grafulha (Rio Grande, 21 de junho de 1911 — Porto Alegre, 19 de agosto de 1981) foi um político brasileiro.
Foi eleito, em 3 de outubro de 1950, deputado estadual, pelo PTB, para a 38ª e 39ª Legislaturas da Assembleia Legislativa do Rio Grande do Sul, de 1951 a 1959.